# District de Hiroo

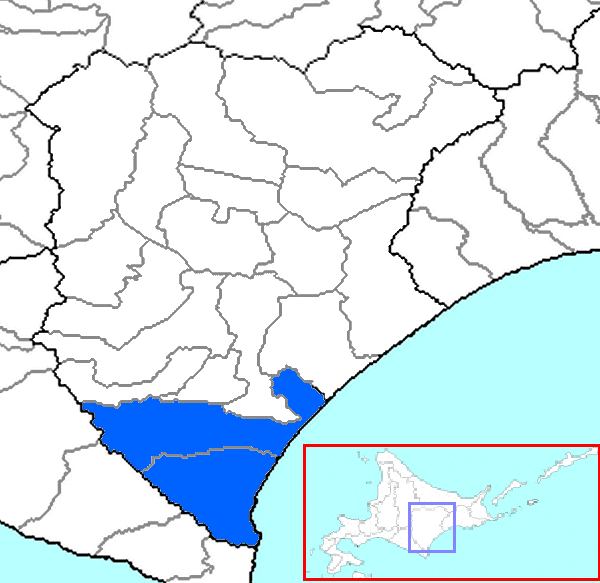
Emplacement du district de Hiroo dans la sous-préfecture de Tokachi.

Le district de Hiroo (広尾郡, Hiroo-gun) est un district de la sous-préfecture de Tokachi, sur l'île de Hokkaidō au Japon.

## Géographie
Au 30 septembre 2015, la population du district est estimée à 13 111 habitants pour une superficie totale de 1 412,22 km2, soit une densité de 9,3 personnes/km2.

## Bourgs
- Hiroo
- Taiki